# Донцівка
Донці́вка — село в Україні, у Новопсковській селищній громаді Старобільського району Луганської області. Населення становить 1428 осіб.
Перша згадка про Донцівку як село в документах з'явилася в 1809 році,хоча принаймні перші зимівники, а потім хутори були заселені козаками ще в середині XVII ст., але як село Донцівка офіційно стала у 1809 році.
Село Донцівка розташоване на берегах річки Кам'янка,яка бере початок в однойменному селі Кам'янка(звідси й назва річки)і впадає в річку Айдар в смт. Новопсков. Протяжність річки в селі сягає більше 7 кілометрів, глибина в деяких місцях — до 4 метрів, а переважно — 0,6–1 м, ширина річки в середньому 7,5 м. Навесні річка більш повноводна, а влітку в посушливі роки в деяких місцях пересихає. Через річку Кам'янка перекинуто 3 мости та 2 пішохідні переходи.
Найближча залізнична станція — станція у м.Старобільськ, за 55 кілометрів.
Відстань до районного центру (м. Старобільськ), також близько 55 кілометрів. За старим адміністративно-територіальним поділом районним центром було смт. 5Новопсков і відстань від Донцівки туди сягає близко 25 кілометрів.
Площа с. Донцівка – 13,350 км².
Донецький степ здавна був заселений людиною. На його теренах в 1935 році було знайдено кам'яне рубило, вік якого вчені встановили близько 200 тис. років. Через деякий час було знайдено ще одне рубило, вік якого становить 150 тис. років. Таким чином,ці знахідки підтверджують, що місцевість Дикого поля (в тому числі і Донцівки), здавна була місцем постійного проживання прадавніх людей.

## Населення
Кількість населення за різними переписами:
1897 рік – 3 тисячі осіб;
1920 рік – близько 5 тисяч осіб;
1928 рік – 5 тисяч осіб;
1959 рік – 2100 осіб;
2009 рік – 1428 осіб;
2014 рік – 1220 осіб;
2021 рік – близько 1200 осіб.

## Історична довідка
Село Донцівка засноване 1809 року вихідцями із Курської та Полтавської губерній. На Дикому полі наші предки знайшли родючі землі, на яких можна було займатися землеробством і скотарством. Це був період формування села у соціально-економічному та адміністративному планах.
Проте існує легенда,що с. Донцівка заснував так званий козак Донцов(звідки й назва села), який мешкав у печерах гори Пристін (найвищої точки у селі).
Основні історичні події на території поселення:
За переказами в 1700 році в Донцівському краї побував цар Петро I. Милуючись красою Дикого поля, він несподівано звернувся до свого родича,князя Куракова Б. І.: «Дарую тобі, як свояку і сину твоєму,моєму племіннику і хреснику Олександру, ці місця, на яких ти сам встановиш межі».
Після Азовських походів Петра І передавалась у власність воєначальників приближених до трону цілі території,на яких проживали слобожани. Так, на території майбутнього села Донцівка з'явились перші хутори Тевяшева і Раєвського.
XVIII ст. розпочиналось неспокійним для Слобідської України, воно пов'язане з Булавінським повстанням. Це повстання розпочалось з розгрому загону під командуванням князя Долгорукого. Територія повстання простяглася від Дніпра до Дону,населених Слобідськими та Донськими козаками. Але через інтриги серед старшини в повстанні не було згоди,тому воно було розгромлено в 1708 році. Після розгрому повстання були урізані привілеї для козаків, була ліквідована виборність полкових отаманів, старшин.
ХХ ст. бурею увірвалось в розмірене дореволюційне життя села. На території Донцівки, як і на просторах всієї країни в ті роки воно супроводжувалось злетами і падіннями,горем і радістю,голодом і достатком… В пам'яті донцівчан збереглись події 1905 року, коли невдоволені політикою російського царизму і своїм знедоленим життям селяни спалили маєток пана Раєвського.
Перша світова війна та її тяжкі наслідки в економіці держави, подальше гноблення трудящих мас призвело до революційних потрясінь як і в країні в цілому,так і в селі зокрема. Влада держави перетворювалася на розмінну монету в битві між ворогуючими класами. Вона переходила з рук в руки протягом декількох років. По землі Донцівки пройшли військові формування Денікіна, директорії Краснова, кайзерівської Німеччини, Петлюри, Червоної армії, махновщини. В громадянській війні, яка була нав'язана бувшими правлячими колами держави, донцівці брали активну участь на боці Червоної армії. Для цієї нелегкої боротьби сільський ревком створив загін самооборони, в який увійшло більше 30 осіб, і цей загін очолив А. А. Риб'янець.
Село постраждало внаслідок геноциду українського народу, вчиненого урядом СССР у 1932—1933 роках, кількість встановлених жертв — 325 людей.
Для захисту держави в довоєнний час Донцівка щорічно випроводжала на службу в РСЧА своїх синів, які служили чесно і добросовісно. Але мирна праця людей була перервана війною з німецько-фашистськими загарбниками. 1942 року бої розгорнулись і в селі Донцівка, на цьому напрямку боролися війська південно-західного фронту. В цей тяжкий для країни час трудяще село з болем в серцях, патріотизмом та любов'ю до Вітчизни стало на захист своєї Батьківщини. За роки Німецько-радянської війни за Батьківщину безпосередньо брали участь більше 1,5 тис. донцівчан. Безцінну допомогу фронту надавали старі люди та діти, будуючи захисні споруди, дороги, копали окопи. Донцівські війська в боях за Донцівку влітку 1942 року чинили опір німцям,відбиваючи численні атаки німців на підступах до села. На полях колгоспу 1 травня було підбито німецьку броньову машину і 3 машини, які перевозили зброю та самих німців, однак сили німців тоді були переважаючими. Влітку 1942 року село було вже повністю окуповане німцями, в небі над селом зав'язався повітряний бій. В цьому бою радянські соколи забили два німецьких літаки,один із них,потягнувши за собою «чорний хвіст», полетів в бік Заайдарівки і там вибухнув в степу.
Чорна хмара окупації фашистами нависла над селом 10 липня 1942 року після бомбонападу фашистів. Внаслідок цього бомбардування в селі згоріло 5 будинків та 1 тваринницьке приміщення. Німці встановили жорстокий порядок в селі. Однак цей порядок проіснував у селі до 17 січня 1943 року. Саме в цей день Червона армія визволила Донцівку від німецьких загарбників. Після визволення села було пораховано збитки від налідків німецького порядку в матеріальному плані і вони були невтішні. Село було розграбоване вщент,майже не залишилося коней,свиней,овець – все це пішло на потреби німецьких загарбників.
Про активну участь жителів села в боях з фашистами говорять листи,похвальні грамоти,медалі та ордена,якими нагороджувалися герої. Після звільнення села розпочалися роботи по відбудові господарства. 17 січня 1943 року над будинком сільської ради замайорів червоний прапор,який сповістив селян про те,що закінчився період окупації.

## Природно-ресурсний потенціал
Донцівка дуже багата на корисні копалини. І цьому є підтвердження – правий берег річки Кам'янка. В піщаних покладах є вкраплення залізної та других поліметалічних руд. Місцевість села розташована на Старобільському плато,яке має загальний нахил з півночі на південь аж до Сіверського Дінця. На території села є два мілководних озера. Ліси та лісосмуги становлять 5% площі села. Більша частка лісів знаходиться в басейні річки та її правому березі. Деревина предтавлена вербою, осокорами, тополями, берестками, сосною, дубом, кленами та акаціями. Серед кущів поширені гльод, терен,шипшина. Трав'яниста рослинність на берегах річки представлена очеретом, кугою. На луках ростуть конюшина,лисохвіст, мітлиця та тимофіївка. В степу з трав проростають ковила, дика люцерна, вівсюг, пирій. Територія села весною наповнюється півниками, півоніями,фіалками, які виростають на пасовищах подалі від населеного пункту. В літню пору пагорби навкруги села вкривають духмяний чебрець, ростуть лікарські рослини, кермек, дивосил, полин,
сосною, дубом, кленами та акаціями. Серед кущів поширені гльод,терен,шипшина. Трав'яниста рослинність на берегах річки представлена очеретом, кугою. На луках ростуть конюшина, лисохвіст, мітлиця та тимофіївка. В степу з трав проростають ковила,дика люцерна, вівсюг, пирій. Територія села весною наповнюється півниками, півоніями, фіалками, які виростають на пасовищах подалі від населеного пункту. В літню пору пагорби навкруги села вкривають духмяний чебрець, ростуть лікарські рослини, кирмек, дивосил, полин.
Якщо колись, в XVI–XVII ст., на просторах Дикого поля бродили гурти дикого тура, сайгаків, тарпанів, то в теперішній час фауна збідніла,лише подекуди зустрічаються дикі свині, байбаки, зайці,лисиці, а час від часу і вовки та лосі. Пташиний світ в минулому також був багатий, були дрофи, куріпки у великій кількості. Зараз же лише подекуди зустрічаються фазани та горлиці, також степові орли та рябці. В нетрях чагарників на берегах річки живуть вужі, гадюки та жовтобрюхи, а також інші плазуни.
На території Донцівки поширені такі корисні копалини як вапняк, пісок та крейда.

## Господарство
В XIX ст. с. Донцівка розбудувалось до теперішніх меж. Селянська праця завжди була тяжкою. Із самого ранку і до пізнього вечора люди працювали в полі і домашньому господарстві, щоб в сім'ї був хліб і до хліба…
В степовій зоні, де знаходяться землі с. Донцівка, з потенційно родючими чорноземами використовувалась перелогова система, яка належить до примітивної біологічної системи поліпшення родючості ґрунтів. Сутність цієї системи – відновлення родючості ґрунтів за рахунок трав'янистої рослинності, посів сільськогосподарських культур проводили 6-8 років, а потім після виснаження земель ці поля виводили з сівооборотів також на 6-8 років і на цій площі випасали худобу та косили траву на сіно. Донцівчани практикували і сівбу зернових культур на «волокому» — це коли ранньою весною на необроблений ґрунт висівали ранні зернові культури, ячмінь та овес. Внаслідок цього в ґрунті зберігалась волога і витрачалось мінімум трудових зусиль на обробіток ґрунту.
В XIX ст. в господарствах селян були такі будівлі: сараї для корів,коней та їх молодняка. Волів тримали переважно в повітках. Повітка — це будівля у вигляді сараю,яка була вкрита соломою або очеретом. Стіни також були легкі, і теж обставлені очеретом з чотирьох боків; клуні для зерна та полови «бриці», комори для зберігання зерна. Територія господарства обгороджувались плетеними тинами з верболозу (тали).
В XIX ст. в селі проживало уже більше 3 тисяч осіб. На цей час в селі продовжувались роботи по освоєнню степу по обох боках долини річки Кам'янка. Було освоєно близько 4 тисяч десятин. Землю обробляли залізними та дерев'яними плугами, тяглом слугували коні та воли. Застосовувалась трипільна система землеробства. Розроблену землю засівали ярою пшеницею, «горновкою», яка мала добрі хлібні властивості, вівсом, ячменем та кукурудзою. Вирощувались на цій землі і соняшники, насіння яких використовувалось на виробництва олії. Через соняшниковий попіл пропускали воду і отримували «луг», який мав добрі бактерицидні та мийні якості. Його використовували для прання одягу, купання людей.
Землею розпоряджалась громада(община). Землю обробляли дерев'яними боронами, сіяли вручну або кінними сівалками. Скошування хлібів проводилось вручну косами з грабками і серпами, потім жінки за допомогою перевесел формували скошену масу в снопи, які складали для просушування в копи. Після цього снопи перевозили на господарські токи і приступали до обмолоту. Обмолот проходив на присадибних токах за допомогою ціпів, катками з каменю,в які запрягали коней. В більш заможних селян уже наприкінці XIX ст. були свої машини для обмолоту, які приводились в дію за допомогою коней або паровими машинами. Вимолочене зерно засипалось у клуні, а більш багаті селяни засипали в дерев'яні комори, де воно і зберігалось для потреб господарства.
Як відомо, на той період сім'ї складалися з 15-18 осіб, сім'я вела своє господарство, в якому були воли, корови, свині і коні, і всьому цьому давало раду середнє покоління. Батьки відділяли своїх синів із свого господарства,коли їхні діти уже мали допомагати своїм батькам, були підпасичами при випасінні худоби та погоничами на сільгоспроботах. Найменший син зоставався в батьківській хаті. Батьки будували своїм синам будинки недалеко від своїх господарств, тому в селі були такі назви цих родових поселень: «яманівка», «сумороківщина».
В 1921 році в селі був створений комнезам, на який покладався обов'язок розподіляти землі, бо община перестала діяти. Розподілу земель переважно підлягали землі пана Раєвського, а також хутірські «отруби». Початок 20-х років XX ст. був досить тяжким для донцівчан. Розруха в країні, порушені економічні зв'язки між органами господарювання, віддаляли час добробуту і достатку селян. В 1921-1925 рр. В селі трапився страшенний голод, комнезам і весь сільський актив села шукав вихід із цього становища. На той час почали практикувати і впроваджувати нові форми організації роботи на землі. Яскравим прикладом цьому служить нова на той час організація праці – сільськогосподарська комуна.
Комуна ім. Леніна була створена в 1923 році на південній окраїні Донцівки (в районі теперішнього водосховища). До її складу увійшло близько 100 селян, які не мали коней та реманенту. Колектив комуни в своєму розпорядженні мав трактор «Фордзон», дві сівалки, драпаки, плуг, культиватор та 80 десятин землі. Організаторами комуни були донцівчани Риб'янець А. А. і Попов В. М. В пам'яті старших поколінь збереглися спогади про те, шо на початку ХХ ст. селяни їздили на раду до В. І. Леніна. У Москві був і житель с. Донцівка Верьовка Л. В. Після цієї зустрічі відбулися зміни. На місці маєтку пана Раєвського було створено ТСОЗ «Новий господар», на полях якого почав працювати перший трактор «Фордзон», трактористом якого був Риб'янець П. А. Протягом 1927-1928 рр. В селі організувалося ще 5 ТСОЗів, які давали хоч якусь надію для виходу із кризи, яка дошкуляла нашим селянам. Таким чином, вже до 1929 року в селі більшість земель оброблялась суспільно. А вже зимою цього ж року всі ТСОЗи і комуна були об'єднані в одну сільськогосподарську артіль «Більшовик».
Весна 1930 року була першою колгоспною весною. Цей рік приніс гарні результати колективної праці на полях і в сфері тваринництва. Але проти нової організації соціально-економічних стосунків з об'єктивних та суб'єктивних причин, виступали деякі селяни. В селі траплялися випадки загибелі худоби та винищення посівів в колективному господарстві. Все це негативно позначилося на внутрішньому порядку у великому господарстві, колгоспі «Більшовик». Через суб'єктивні причини в організації праці, недоліки в обліку та оплаті праці колгоспників, а також об'єктивної причини посухи в 1932 році, село знову спіткав голод… Через неврожай сільськогосподарських культур, людям доводилось вживати в їжу листя дерев, бур'яни та диких тварин. Проте зовсім скоро селяни змогли вибратись із цієї біди.
Друга половина 30-х років ХХ ст. показала, що с. Донцівка твердо стало на шлях соціалістичних перетворень в свідомості людей і колективізм став основною рисою характеру. Землі в колгоспах налічувалось до 10 тисяч га. Для її обробітку в колгоспах використовували 120 пар робочих волів та 250 робочих коней.
Наступна біда – Друга світова війна. Зрозуміло, що розвиток господарства зазнав краху. І в повоєнні роки на донцівчан чекала страшна посуха 1946 року, яка принесла ще одне тяжке випробування. Багато донцівчан виїхали в Сальські степи, на Кубань. 1950 року всі 4 колгоспи були об'єднані в одне господарство ім. Кагановича, а в 1956 році цей же колгосп був перейменований в ім. Чапаєва і його головою став Риб'янцов І. І. За господарством було закріплено 9905 га сільськогосподарських угідь, в тому числі – 8000 га ріллі. Колгосп спеціалізувався на вирошуванні зерна та тваринницької продукції. На початку 50-х років в господарстві був закладений сад до 100 га. На поля господарства прийшли енергонасичені трактори ДТ-54 та МТЗ-2. Замість прицепних комбайнів «Сталінець» та РСМ прийшли самохідні С-4. Автопарк поповнювався автомобілями ГАЗ-51, ЗІС-150. В тваринництві почала застосовуватися механізація праці тваринників.
В середині 70-х років на полях господарства працювало більше 70 механізаторів і більше 50 водіїв автомобілів. В сільському господарстві почали впроваджувати нові технології землеробства. Внаслідок хорошої організаційної праці та технологічних процесів на виробництві колгосп ім. Чапаєва досяг найвищих успіхів у виконанні завдань, які ставилися на той час державою. На прикладі сільськогосподарського виробництва цього колгоспу видно, що економіка розвивалася. Валовий прибуток в 1963 році становив 432 тис. крб, в 1965 р.–793 тис. крб, в 1970 р.–1038 тис. крб, а в 1975 р.–1948 тис. крб.
У 80-ті роки колгосп розвивався стабільно:отримували високі врожаї зернових культур, застосовуючи передові технології, нарощувалось виробництво тваринницької продукції. Впроваджувались нові форми організації та оплати праці, всі виробничі підрозділи працювали на госпрозрахунку.
Йшли роки…Завдяки самовідданій праці колгоспників невпізнанно змінилося життя в хліборобській Донцівці. Зовсім інакшим стало господарство. В колгоспі було розвинуто свинарство, бджільництво, також була кролеферма та птахоферма. Колгосп в своєму розпорядженні мав до 30 потужних тракторів, кожного року на лінійку готовності ставали по 15-18 комбайнів, які проводили збирання хлібів. Все заможніше стали жити працівники полів і ферм господарства. За невтомну працю в сільськогосподарському виробництві почали нагороджувати селян орденами і медалями «За трудові подвиги», «Трудової слави», «Трудова відзнака», «За доблесну працю» тощо.
90-ті роки минулого століття стали ще одним випробуванням для селянства. Пройшла реорганізація колективних сільськогосподарських підприємств і таким чином КСП ім. Чапаєва було реорганізовано в товариство з обмеженою відповідальністю «Донцівське». Почалася земельна реформа. Вся колективна земля була розпайована між 840 власниками сертифікатів, які отримали державні акти на право власності на земельну ділянку (ріллю), а пасовища і сіножаті залишилися в колективному використанні. 2003 року ТОВ «Донцівське» перестало діяти, і саме так закінчилась колективна власність на землю і засоби виробництва. З квітня місяця 2003 року на території сільської ради функціонує приватне підприємство, сільськогосподарська виробнича фірма «Агро», яка орендує 577 земельних паїв. ТОВ СП «Нібулон» орендує 206 земельних паїв.
В 2008 році ПП СВФ «Агро» розпочало реконструкцію тваринницького комплексу, з метою одержання тваринницької продукції за новітніми технологіями. На період 2020-2021 рр. у володінні тваринницького комплексу налічувалося близько 800 корів. Однак, наприкінці серпня 2021 року цей комплекс було закрито.
Загалом же, донцівчани тримають вдома поголів'я корів, свиней, займаються птахівництвом і т. д.

## Освіта, культура, медицина, спорт, релігія
Заклади освіти:
На території села працює Донцівська ЗОШ I-II ст., в якій навчається 130 школярів і працює 21 особа, з яких 15 вчителів (за даними 2009 року).
Приміщення школи було побудоване в 1913 році під патронатом Старобільського земства. 1914 року школа прийняла більше 100 дітей села. Перші вчителі проживали тут же в шкільному гуртожитку. Навчання перервалось в 1918 році і тільки в 1921 році було продовжене більш ніж 150 дітьми, які навчались в дві зміни. 1935 року школа стала семирічкою, на базі якої розпочав діяти лікнеп, який пропрацював до 1940 року. Першим директором в 1937 році було призначено Світличну Н. Г., яка викладала російську мову та літературу. З часом посаду директора займали Іващенко І. М., Гуков М. І., Корж В. Г. Саме при директорстві Коржа Володимира Григоровича було побудоване нове 2-х поверхове приміщення школи і діти почали навчатися в одну зміну.
В 2000 році споруда дитячого садка була реконструйована під школу, за короткий час були прибудовані підсобні приміщення, спортивний майданчик, проведена газифікація котельні.
Нині в Донцівській школі навчається близько 100 учнів, директор — Миршевий Олександр Володимирович.
В 2011 році відкрився дитячий дошкільний навчальний заклад «Чебурашка».
Отже, на території с. Донцівка є лише одна загальноосвітня школа та один дошкільний навчальний заклад.
Будинок культури та бібліотека:
На центральній площі села розташований сільський Будинок культури, у якому працюють гуртки художньої самодіяльності та бібліотека. В будинку культури є велике фойє, глядацька зала на 365 місць та музейні кімнати. Художній керівник будинку культури – Скнарін І. І., а танцювальні гуртки очолює хореограф Коваленко М. В.
Більше 30-ти років завідуючою бібліотеки працює Гнєтнєва В. І. В її розпорядженні книгосховище, яке складається більше як з 15 тис. книг та інших періодичних видань, а також простооа читальна зала і безліч виробів жителів села Донцівка.
Сільська амбулаторія:
Ще в 30-х роках XX ст. працював фельдшерський пункт, який знаходився в спеціально пристосованій хатині. Населення обслуговували 1 фельдшер і 1 медсестра. З початку 50-х років в селі діє Донцівська сільська лікарня. З 1963 по 2000 рр. головним лікарем працює Крайнюченко В. П.
Із 2006 року в селі діє Донцівська сільська лікарська амбулаторія загальної практики сімейної медицини. Зараз сімейним лікарем є Река Федір Васильович.
Спортивні заслуги донцівчан:
Розвивався в селі також спорт. Футбольна команда колгоспників ім. Чапаєва  стала першою ластівкою футболу села. На її основі потім склалися інші склади футбольних команд, які брали участь не тільки в районних змаганнях, а ще й виступали в першості області і України.
Щодо спортивних заслуг жителів с. Донцівки можна говорити дуже і дуже багато. Спортивні змагання проводилися в Донцівці ще в ХХ ст. і мали досить непогані результати.
Вже в XXI ст. донцівські хлопці починають підкорювати вершини на різних змаганнях, зокрема районних, обласних, інших містах України, а також на чемпіонаті Світу з гирьового спорту (Білорусь, 2009 рік).
Любов до гирьового спорту нав'язав вчитель фізичного виховання Донцівської ЗОШ I-II ст., тренер з великої літери – Руденко Олександр Анатолійович, який до сих пір займається тренуваннями з гирьового та інших видів спорту, мотивуючи всіх своїм прикладом до здорового способу життя. Донцівчани і досі продовжуть підкоряти всіх на районних та обласних змаганнях, переважно займаючи призові місця.

## Архітектура та мистецтво
Покрова – заступниця козаків. Тому в її честь був побудований храм ще Донськими і слобожанськими козаками. Спочатку храм був дерев'яний і прийшов в запустіння після розгрому Булавінського повстання, бо царськими військами після його придушення, поселення по р. Айдар і прилеглій території були розорені та спалені. Відродився храм лише в 1809 році. До храму були прибудовані 2 притвори або приділи, що значно збільшило кількість мирян. В середині XIX ст. тут почала діяти церковна – приходська школа, в якій місцевий дияк навчав грамоти сільських дітлахів.
В 1913 році Покровський храм був реставрований, побудована нова дзвіниця, для якої були закуплені нові дзвони, мідний перелив яких розносився по всій окрузі. Дзвони використовувались не тільки для церковних потреб, але й оповіщали про надзвичайні події в селі.
Нині залишилися лише руїни від колись прекрасного Покровського храму.
В центрі села розташований меморіал загиблим воїнам в роки Другої світової війни, де викарбувано 217 прізвищ односельців, які не повернулися з поля бою, а також могила, в якій захоронені воїни радянської армії, які загинули за визволення села Донцівка в 1943 році – Жуков, Лях, Сосков та 35 невідомих солдатів.
На центральному кладовищі встановлений пам'ятник членам партизанського загону і активу села, які зигинули в роки громадянської війни (Риб'янцов Ф. А., Літвінов І. Т., Брюховецький Ф. К., Нехаєв Є. І., Синча Ф. А., Олєйнік П.).
Також на цьому ж самому центральному кладовищі знаходиться невеличкий меморіал пам'яті жертвам голодомору 1932-1933 рр.

## Інше
В центрі села стояв будинок сільської управи, в якій знаходився староста і писар. Поряд з управою був сарай, в якому стояли виїздні жеребці та громадські бугаї – плідники, яким громадяни повинні були заготовляти корми на весь рік. Недалеко стояв православний Покровський храм, а біля нього знаходилася базарна площа, на якій на свято Покрови проходили ярмарки. Торг вівся до 3 днів. На торги виставлялись всі предмети домашнього вжитку. Донцівці продавали сухофрукти, терен, полотно, гончарні вироби, худобу, і купляли інші предмети домашнього вжитку у жителів інших населених пунктів:новопсковці везли колеса, кінний реманент, ярма для волів; марківчани везли цибулю, жовту глину, яка використовувались в господарстві як фарба для дверей, а також наличників на вікнах;новорозсошани ж привозили на ярмарку камені для ручних млинів і вироби із заліза. На торги ходили господарі з своїми неодруженими синами та дочками, які показували себе і придивлялись до парубків і дівок, обсипаючи собі сужених.
Після цього господарі запрошували в гості до свого дому, де вже вирішували долю для своїх дітей для подальшого дорослого життя. Батьки підбирали для своїх дітей сім'ї, які були рівновеликі до своїх статків. Були в Донцівці також парубки, які мали зіпсовану репутацію або ж взагалі бідні. Так вони збирались у гурти  і вирушали шукати своїх сужених в інших селах, а інколи взагалі їздили аж на Полтавщину.
Дуже часто дівчат видавали заміж за нелюбів, і коли вони приходили до батьків у гості,то їм говорили: «Терпи, доню, адже Бог терпів і нам велів». Був навіть такий випадок у селі наприкінці XIX ст. Молодиця, яку віддали заміж за нелюба в Новопсков втекла додому у рідне село Донцівку, а її чоловік приїхав за нею, то йому її батьки сказали: «Вона твоя жінка і роби з нею що хочеш». Він прив'язав її до воза і по дорозі катував віжками. Та нелюб є нелюб, і дівчина втекла ще раз, сказавши батькам: «Якщо ви мене і на цей раз не приймете додому, то я накладу на себе руки». Батьки змінили своє рішення і залишили її вдома.
Селяни в той час були набожні,щонеділі ходили до церкви,а деякі пішки ходили до Києво-Печерської лаври, замолювали свої тяжкі гріхи і просили кращої долі. І як зрозуміло, дорога була дуже далекою і нелегкою.
Після Покрови в селі гуляли весілля. В народі існує прислів'я: «Після Покрови – дівка зареве, як корова», тому що приходилося дівчатам виходити заміж за нелюбів. Подекуди в сім'ях допускались халепи між молоддю. Так в одній сім'ї стався неординарний випадок, як говорили старі люди «обмалений гріх» між молодими подружжями братів. Та цей випадок не став причиною для розірвання шлюбу між подружжям. Свій вердикт вносили батьки, змушуючи всіх стати на коліна перед образами і вимолювати прощення у Всевишнього за такий гріх. Так і було зроблено, і цей випадок не набув широкого розголосу по селу, а молоді пари продовжували жити і працювати на сім'ю.

## Видатні уродженці
- Василенко Тетяна Марківна (1935) — українська радянська діяч, майстер машинного доїння колгоспу імені Шевченка Новопсковського району Луганської області. Депутат Верховної Ради УРСР 9—10-го скликань.
- Демченко Валерій Федорович (1940) — український сатирик, гуморист, публіцист
- Володимир Яковлєв (1950—1993) — київський інженер, фотограф, екскурсовод, автор великої кількості цікавих фотографій міста 70-90-х років.
- Світлична Ніна Григорівна (1887–1970 рр.) – перший директор Донцівської школи.  Про таких людей говорять, що це були люди свого часу, яким притаманні революційні зміни в суспільстві. Це були роки потрясінь, революцій, державного перевороту, голоду, післявоєнної відбудови.  Всі ці події не обійшли і життєвий шлях Світличної Н. Г. Вона народилася в Сибіру в м. Іркутськ в 1887 році. Там вона закінчила 8 класів гімназії. Ця освіта давала їй право вчителювати в 7-річній школі. На початку 20-х років ХХ ст. її сім'я переїжджає до м.Харків. Це були роки революційних подій і громадянської війни, в яких Ніна Григорівна приймала активну участь. Після війни професія Ніни Григорівни була потрібна для молодої держави. Вже в 20-х роках вона організувала шкільне навчання в Харківській області, а наприкінці 20-х років вона була переведена на роботу в Старобільський повіт Харківської губернії. На початку 30-х років на її долю випали тяжкі випробування — голод. 1933 року загинув її чоловік і вона залишилась зовсім одна з 4 маленькими дітьми. Але вона не розгубилась і всі її діти залишилися живими. Це ще раз говорить про її стійкість та наполегливість.  Керівництво направляє її директором в Новорозсошанську школу, де вона за короткий час створила працездатний педагогічний колектив. Після цього вона направляється в с. Рогово для організації школи і педагогічного колективу. На початку 1937 року Ніна Григорівна приїжджає в с. Донцівку і очолює учительський колектив семирічки. Директором Донцівської школи вона пропрацювала до 1946 року, потім працювали лише вчителем російської мови та літератури. Важким періодом для Ніни Григорівни так як і для всіх були роки Німецько-радянської війни. 1941 року її діти пішли на фронт. Син воював на Курській дузі, а дочки на Сталінградському фронті. А далі вони визволяли Україну,Молдову, Румунію, Болгарію, Югославію. Важкий удар випав Ніні Григорівні в 1943 році — помирає її старша донька, залишивши сиротами 4 малолітніх дітей. І Ніна Григорівна виростила своїх онуків,дала їм хорошу освіту та путівку у доросле життя. По закінченню війни її доньки пішли по стежці матері – стали вчителями,а син продовжив навчання у вищому військово-морському училищі ім. Дзержинського і служив у штабі ВМФ СССР. Тяготи війни Ніна Григорівна переживала разом із своїми односельцями, вона працювала в школі та на полях в колгоспі. Підтримувала своїх односельців і ділом, і добрим словом. Скільки листів під диктовку вона написала на фронт, не перерахувати… І коли Донцівку визволили від німців, школа одразу почала свою роботу і всі турботи лягли на її плечі. Ніна Григорівна була спеціалістом високого ґатунку, людиною з великої букви, її громадянська позиція в повсякденному житті заслуговує на приклад. Вона – патріот своєї Батьківщини, вона стала матір'ю не лише своїм дітям, а й дітям усього села.  Померла Світлична Ніна Григорівна в 1970 році у Донцівці.
- Кобильова Домна Омелянівна (1923-1982 рр.) — відома донцівська медсестра.  Про таких людей, як Домна Омелянівна, кажуть «Це жінка – трудівниця, жінка-воїн!». Народилася Домна Омелянівна в с. Донцівка в 1923 році. Тут вона ступила на важкі етапи життя, вчилась у сільській школі. По закінченню школи вона вступає в Старобільське медичне училище. І коли в 1941 році німці напали на Донцівку, вона прискореним методом закінчує його і вирушає на фронт Німецько-радянської війни.Скільки бід та неурядиць довелося пережити Домні Омелянівні за роки того жахливого побоїща…Вона не відсиджувалась в обозах, а йшла в саме пекло лихоліть. Не одна тысяча поранених бійців Червоної армії дякували їй за полегшення їхніх страждань та порятунок.  Батьківщина високо оцінила бойові подвиги Домни Омелянівни, нагородивши її орденом «Червоної Зірки», медалями «За бойові заслуги» та «За відвагу».  Повернувшись із війни, Домна Омелянівна почала працювати в Донцівській сільській лікарні медсестрою, а потім фельдшером. Односельці будуть навік вдячні за її доброту, самовідданість медичній справі. Люди йшли до неї лікувати не лише фізичні,а й душевні недуги. Своїх дітей Домна Омелянівна навчила бути чесними, порядними, працелюбними, поважати людей і допомагати їм. Померла Домна Омелянівна 1982 року в с. Донцівка.
- Дівицький Іван Михайлович (1937-1988 рр.) Народився Іван Михайлович 1 квітня 1937 року в с. Донцівка. Навчався в Донцівській семирічній школі, а потім продовжив навчання в Новорозсошанській середній школі. Після закінчення школи служив у рядах Радянської Армії. 1962 року за направленням районного комітету партії навчається у м. Харкові у вищій партійній школі і одночасно у Харківському сільськогосподарському інституті. Працював головою колгоспу «Світанок» у селі Новорозсош, згодом у селі Донцівка став головою колгоспу ім. Чапаєва, пізніше — Головою Новопсковської районної ради. Але його чекало рідне село. Він повертається на посаду голови колгоспу ім. Чапаєва в с. Донцівка.  В цей період проявляється його активність та організаторські здібності як керівника. Він активно включається в роботу, захоплює своєю діяльністю жителів села. На той час в селі повним ходом йшло будівництво тваринницьких ферм.  В 1985 році в с. Донцівку прийшов природний газ. Дуже багато зусиль до цього доклав саме Іван Михайлович.  Радує око і водосховище на околиці села. Щоб домогтися цього потрібно було неодноразово виїжджати до Москви та Києва. Але це не зупиняло сільського голову колгоспу. Він завжди досягав поставленої мети.  Велику увагу Іван Михайлович приділяв і працівникам ферм і полів. В селі йшло будівництво житлових будинків для механізаторів і доярок.  Піклувався Іван Михайлович і про молоде покоління. За його ініціативи і матеріальної підтримки в сільській школі були обладнані класи для занять дітей молодших класів в групах продовженого дня, в сільському Будинку культури було відкрито сільський музей, експонати для якого збирали всім селом. За кошти місцевого колгоспу були придбані костюми для учасників художньої самодіяльності, зроблено ремонт Будинку культури.  Дівицький Іван Михайлович був справжнім патріотом свого села і мав безліч мрій щодо покращення умов життя його жителів.  Помер він у 1988 році у с. Донцівка.

## Також
- Перелік населених пунктів, що постраждали від Голодомору 1932-1933, Луганська область